# هاكون فلوود
هاكون فلوود (بالنرويجية البوكمول: Håkon Flood)‏ هو بروفيسور وكيميائي نرويجي، ولد في 25 سبتمبر 1905 في ستافانغر في النرويج، وتوفي في 9 أكتوبر 2001 في تروندهايم في النرويج.